# Gilman (Iowa)
Gilman is een plaats (city) in de Amerikaanse staat Iowa, en valt bestuurlijk gezien onder Marshall County.

## Demografie
Bij de volkstelling in 2000 werd het aantal inwoners vastgesteld op 600. In 2006 is het aantal inwoners door het United States Census Bureau geschat op 572, een daling van 28 (-4,7%).

## Geografie
Volgens het United States Census Bureau beslaat de plaats een oppervlakte van 1,4 km², geheel bestaande uit land. Gilman ligt op ongeveer 284 m boven zeeniveau.

## Plaatsen in de nabije omgeving
De onderstaande figuur toont nabijgelegen plaatsen in een straal van 16 km rond Gilman.